# Phil Gordon
Phil Stewart Gordon est un joueur de poker professionnel américain, auteur de livre sur le poker, et commentateur de tournois.

## Publications
- Poker: The Real Deal, Phil Gordon's Little Green Book: Lessons and Teachings in No Limit Hold 'em
- Phil Gordon's Little Blue Book: More Lessons and Hand Analysis in No Limit Hold 'em.
- Expert Insight: Final Table Poker (DVD)